# 진성로 (진안 무주)
진성로(Jinseong-ro)는 전북특별자치도 진안군 진안읍 언건교차로 에서 무주군 동향면 원촌삼거리를 잇는 도로이다.

## 주요 경유지
전북특별자치도
- 진안군 (진안읍 . 상전면) - 무주군 안성면

## 노선
| 이름             | 접속 노선                 | 소재지 | 소재지 | 비고                 |
| ---------------- | ------------------------- | ------ | ------ | -------------------- |
| 언건 교차로      | 국도 제30호선 (진무로)    | 진안군 | 진안읍 |                      |
| 언건대교         |                           | 진안군 | 진안읍 |                      |
|                  | 상전면                    | 진안군 |        |                      |
| 중기교           |                           | 진안군 |        |                      |
| 원주평교         |                           | 진안군 |        |                      |
| 주평삼거리       | 주평로                    | 진안군 |        |                      |
| 죽도교           |                           | 진안군 |        |                      |
| 외송교           |                           | 진안군 |        |                      |
| 섬티교           |                           | 진안군 | 동향면 |                      |
| 성산교           |                           | 진안군 | 동향면 |                      |
| 용암교           |                           | 진안군 | 동향면 |                      |
| 자산삼거리       | 국도 제13호선 (자신로)    | 진안군 | 동향면 | 국도 제13호선과 중복 |
| 대야교           |                           | 진안군 | 동향면 | 국도 제13호선과 중복 |
| 대야사거리       | 천동로                    | 진안군 | 동향면 | 국도 제13호선과 중복 |
| 동향교           |                           | 진안군 | 동향면 |                      |
| (교량 명칭 미상) |                           | 진안군 | 동향면 |                      |
| 학선교           |                           | 진안군 | 동향면 |                      |
| 학선삼거리       | 지방도 제635호선 (계향로) | 진안군 | 동향면 |                      |
| 동향터널         |                           | 진안군 | 동향면 | 연장 480m            |
| 동향터널         |                           | 무주군 | 안성면 |                      |
| 상하삼거리       | 노루재로                  | 무주군 | 안성면 |                      |
| 진도교           |                           | 무주군 | 안성면 |                      |
| 진원교           |                           | 무주군 | 안성면 |                      |
| 장진교           |                           | 무주군 | 안성면 |                      |
| 비들목삼거리     | 안성로                    | 무주군 | 안성면 |                      |

## 주요 시설및 건물
- 동향면행정복지센터 (진성로 1609/대량리 874)
- 동향보건지소 (진성로 1609/대량리 874)
- 농협 진안농협 하나로나트 동향지점 (진성로 1612/대량리 783-22)
- 농협 진안농협주유소 동향지점 (진성로 1612/대량리 783-22)
- 농협 진안농협 동향지점 (진성로 1612/대량리 783-22)